# Зубов, Анатолий Петрович
Анатолий Петрович Зубов (26 апреля 1941, Ленинград — 22 ноября 2008, Санкт-Петербург) — советский и российский гребец, тренер по академической гребле. Заслуженный тренер РСФСР, Мастер спорта СССР.

## Биография
Родился в 1941 году в Ленинграде. Начал заниматься греблей с четырнадцати лет. Выступал за ленинградские ДСО «Трудовые резервы» и «Динамо». Тренировался у заслуженных тренеров И. К. Чекина и Э. О. Лина.
Был членом сборной СССР по академической гребле в 1963—1964 гг. Второй призёр чемпионата СССР на двойке (1963). Победитель первенства СССР среди юношей на двойке (1959), первенства СССР среди молодежи на четвёрке парной (1960). В 1962 году выполнил норматив на звание Мастера спорта СССР.
Окончил Ленинградский индустриально-педагогический техникум «Трудовые резервы» в 1964 году. После завершения выступлений перешёл на тренерскую работу. Был тренером ДСО «Динамо» в 1966—1982 гг. За годы работы подготовил множество выдающихся гребцов. Среди его подопечных — Олимпийские чемпионы Владимир Ешинов и Николай Иванов, с которыми он начал работать, когда те ещё были в юношеском возрасте.
Заслуженный тренер РСФСР (1974) и СССР (1976).
Награждён медалью «За трудовую доблесть».
Умер 22 ноября 2008 года. Был похоронен на Казанском кладбище в Пушкине (Санкт-Петербург).